# 잔지바르 제도

잔지바르 제도

잔지바르 제도(Zanzibar Archipelago)는 아프리카 대륙 동쪽, 인도양에 위치한 제도이다. 웅구자섬, 펨바섬이라는 두 개의 큰 섬과 주변에 위치한 섬들로 구성되어 있다. 이에 마피아섬을 더하는 경우도 있지만 현재 탄자니아의 행정 구역에서 마피아섬은 잔지바르 혁명 정부의 자치 범위를 벗어난 프와니주에 속해 있다.

## 섬 목록
- 웅구자섬

- 펨바섬

- 풍구 키짐카지(라담섬)

- 마피아섬